# پینگا (بازیکن فوتبال، زاده ۱۹۶۵)
پینگا (پرتغالی: Pinga؛ زادهٔ ۲۳ آوریل ۱۹۶۵) بازیکن فوتبال اهل برزیل بود.
از باشگاه‌هایی که در آن بازی کرده‌است می‌توان به باشگاه فوتبال گرمیو، باشگاه ورزشی فورتالزا، باشگاه فوتبال کورینتیانس، و باشگاه ورزشی اینترناسیونال اشاره کرد.
وی همچنین در تیم ملی فوتبال زیر ۲۳ سال برزیل بازی کرده‌است.
وی در مسابقات بین‌المللی در مجموع برندهٔ ۱ مدال نقره شده‌است.